# 싱가포르 항공
싱가포르 항공(영어: Singapore Airlines Limited, (SIA), 중국어: 新加坡航空公司 약자 新航, 말레이어: Syarikat Penerbangan Singapura, 타밀어: சிங்கப்பூர் ஏர்லைன்ஸ்)은 1972년에 설립된 싱가포르의 항공사이자 스타얼라이언스 회원사로 싱가포르 창이 공항이 허브 공항으로 동남아시아, 동아시아, 남아시아에 취항하고 있으며 세계에서 가장 긴 직항 노선 2개를 포함하여 태평양을 횡단하는 항로도 운항하고 있다. 싱가포르 항공은 세계 최초로 에어버스 A350-900ULR, 에어버스 A380-800, 보잉 787-10 항공기를 도입한 항공사이기도 하다. 자회사로는 스쿠트와 실크에어가 있다.

## 역사
- 1947년 5월 1일: 말레이안 항공(Malayan Airways Limited) 에어스피드 콘솔(Airspeed Consul)이 싱가포르 칼랑 공항에서 이륙, 쿠알라룸푸르, 이포, 페낭으로 가는 주 3회 항공편 중 최초 항공편이다.
- 1963년 9월 16일: 말레이시아연방 수립. 이를 기념하기 위해 말레이안 항공(Malayan Airways Limited)이 말레이시아 항공(Malaysian Airways Limited)으로 변경.
- 1965년 8월 9일: 싱가포르, 말레이시아으로부터 분리 독립.
- 1966년 : 5월에 말레이시아 항공이 말레이시아-싱가포르 항공(Malaysia-Singapore Airlines)으로 변경되다.
- 1972년 10월 : 말레이시아 싱가포르 항공을 분리 후 싱가포르 항공 설립
- 1979년 : 동아시아, 동남아시아 국제선 노선 신설
- 1980년 : 12월 1일 싱가포르 창이 공항 ~ 나리타 국제공항 ~ 로스앤젤레스 국제공항 국제선을 개설 및 보잉 747-200 도입
- 1981년 7월 1일 : 싱가포르 창이 공항 개항
- 1991년 : 최초로 인공 위성을 통한 기내전화 서비스를 제공
- 1993년 9월 10일 : 통산 생산 대수 1,000대를 돌파한 기념으로 보잉 747-400:9V-SMU를 도입. 이 기체에 「1000th Boeing 747」라고 도장을 적용
- 1999년 : 버진 애틀랜틱 항공의 일부 지분 인수
- 2000년 4월 : 스타얼라이언스 가입
- 2004년 2월 3일 : 로스앤젤레스 국제공항의 직항이 개설. 기종은 에어버스 A340-500를 취항해 아래와 같은 존 F. 케네디 국제공항 직행편 다음으로 세계 최장거리 국제선으로 기록됨
- 2004년 6월 28일 : 싱가포르 창이 공항에서 뉴어크 리버티 국제공항의 세계 최장 소요 시간인 18시간 30분 초장거리 직항편을 개설과 동시에 프랑크푸르트암마인 공항 경유의 존 F. 케네디 국제공항행 노선을 직항으로 변경 후 세계 일주 노선을 완성함
- 2004년 7월 : 싱가포르 창이 공항발 일본 직항편이 전일본공수과 공동으로 운항
- 2007년 9월 : 전일본공수와 코드셰어를 실시
- 2007년 10월 25일 : 최초로 에어버스 A380-800을 도입해 싱가포르 창이 국제공항 ~ 시드니 킹스포드 국제공항 국제선 노선에 취항
- 2009년 3월 29일 : 애들레이드 국제선 노선 취항 25주년을 맞이함
- 2011년 3월 28일 : 싱가포르 창이 공항 ~ 바르셀로나 엘프라트 공항 ~ 상파울루 구아룰류스 국제공항 국제선 노선이 신설되면서 최초로 남아메리카에 취항
- 2012년 4월 6일 : 멜버른 공항 ~ 싱가포르 창이 공항 국제선의 238편을 취항을 끝으로 보잉 747-400이 현역에서 모두 퇴역[2]

## 서비스

### 높은 서비스 평가
세계 여행 잡지에서 높은 평가를 받고있다. 높은 평가를 받고 있는 이유는 첨단 날개 친화적인 환대의 개념을 기반으로 높은 수준의 서비스로 평가 받고있다. 또한 싱가포르 본국으로 항공 수요가 많지 않기 때문에 국제선 환승객을 중시하는 노선을 취항하고있다. 또한 최신 기종을 조기에 도입하여 평균 기령은 5년 밖에 되지 않는다. 기내의 경우 객실 승무원 서비스의 평가가 높다. 다민족 국가인 싱가포르도 반영하여 중국, 말레이시아, 인도 등 다양한 민족으로 구성되고 있다.

## 운항 노선
- 2017년 12월 현재 싱가포르 항공은 현재 34개국 104개 도시를 취항하고 있다.

### 코드셰어 협정
싱가포르 항공은 스타얼라이언스 회원 외에도 다음과 같은 스타얼라이언스 비가맹 항공사와도 코드셰어를 한다.
| - LOT 폴란드 항공 (스타얼라이언스) - S7 항공 (원월드) - TAP 포르투갈 (스타얼라이언스) - 가루다 인도네시아 항공 (스카이팀) - 남아프리카 항공 (스타얼라이언스) - 루프트한자 (스타얼라이언스) - 말레이시아 항공 (원월드) - 버진 애틀랜틱 (스카이팀) - 버진 오스트레일리아 - 브뤼셀 항공 (스타얼라이언스) | - 선전 항공 (스타얼라이언스) - 스위스 국제항공 (스타얼라이언스) - 스칸디나비아 항공 (스카이팀) - 스쿠트 (자회사) - 아비앙카 항공 (스타얼라이언스) - 아시아나항공 (스타얼라이언스) - 알래스카 항공 (원월드) - 에게 항공 (스타얼라이언스) - 에바 항공 (스타얼라이언스) - 에어 뉴질랜드 (스타얼라이언스) | - 에어 모리셔스 - 에어 캐나다 (스타얼라이언스) - 에어 프랑스 (스카이팀) - 에티오피아 항공 (스타얼라이언스) - 유나이티드 항공 (스타얼라이언스) - 유로윙스 - 이집트 항공 (스타얼라이언스) - 전일본공수 (스타얼라이언스) - 제트블루 항공 - 중국국제항공 (스타얼라이언스) | - 크로아티아 항공 (스타얼라이언스) - 터키항공 (스타얼라이언스) - 피지 항공 |

## 보유 기종
- 2024년 1월 기준으로 다음과 같이 보유하고 있으며, 평균 기령은 6.9년이다.[4][5]

## 싱가포르 걸
- 싱가포르 걸은 싱가포르 항공의 승무원을 부르는 말이다. 1972년부터 지속되고 있는 싱가포르 항공을 대표하는 상징 중 하나이며 바틱 문양이 새겨진 사롱 케바야 유니폼을 입는다.

## 사진

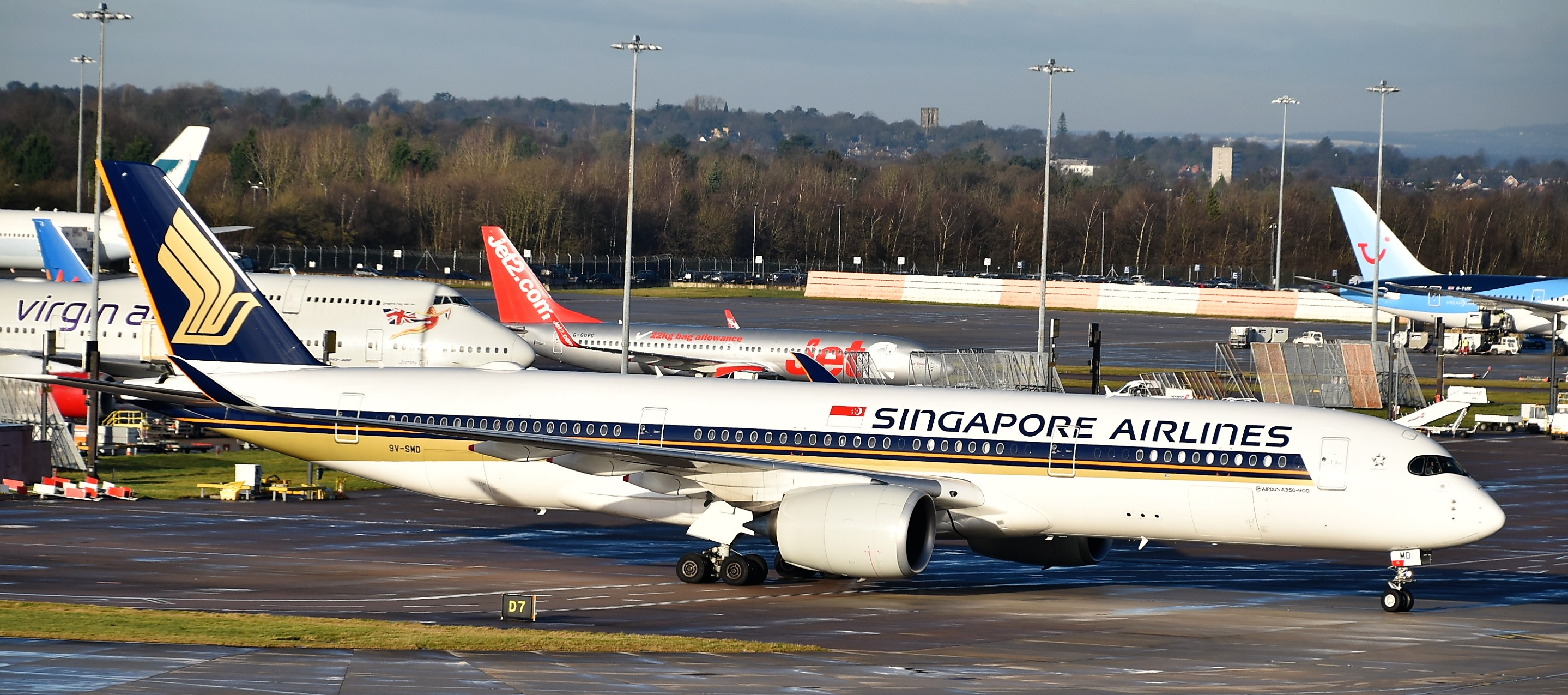
싱가포르 항공의 에어버스 A350-900
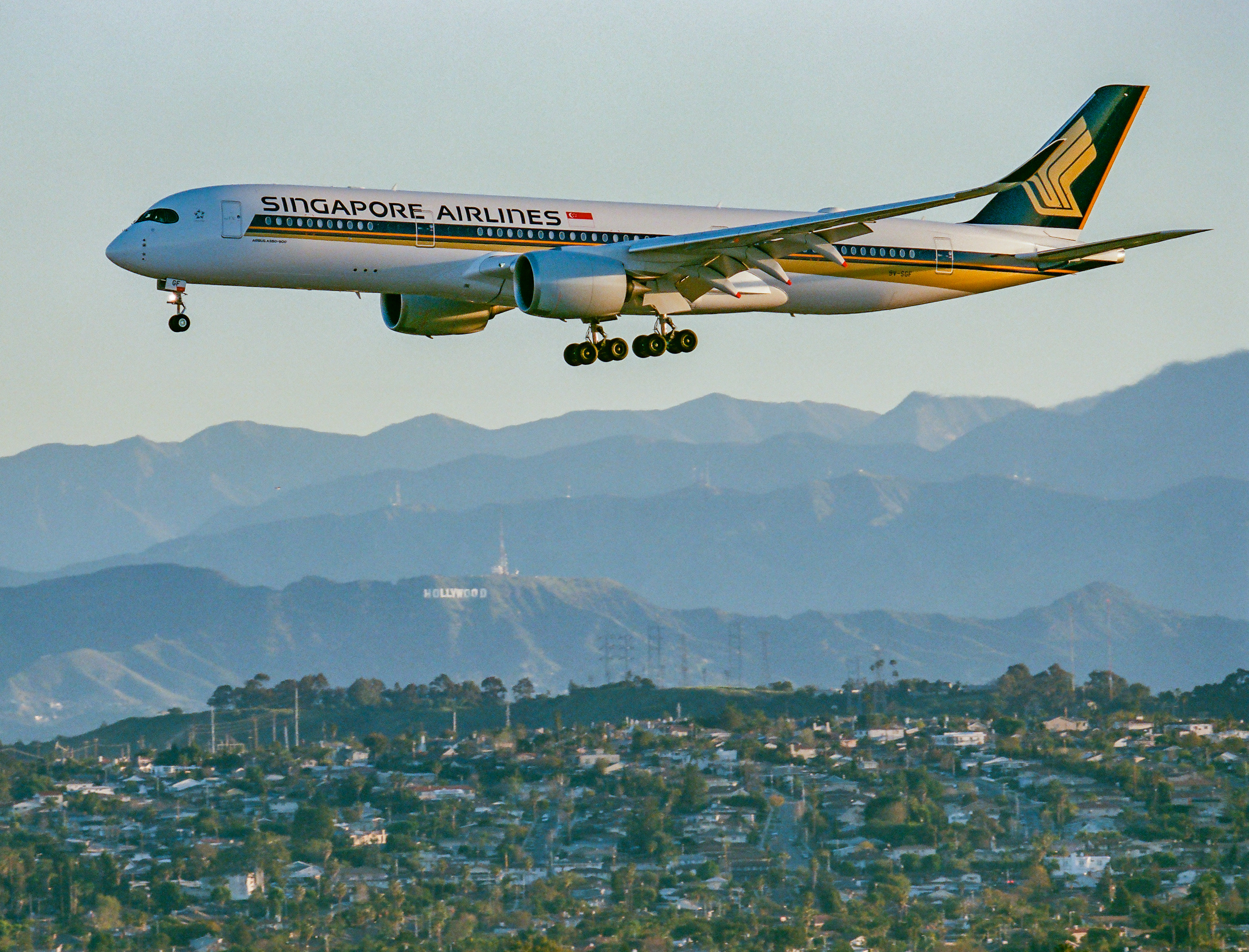
싱가포르 항공의 에어버스 A350-900ULR
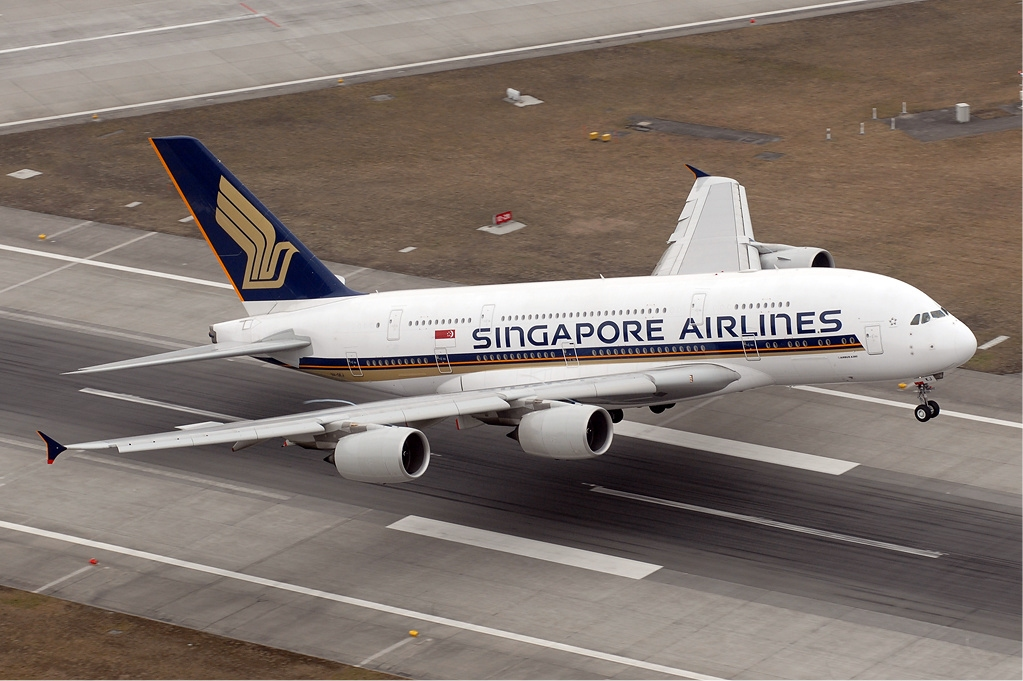
싱가포르 항공의 에어버스 A380-800
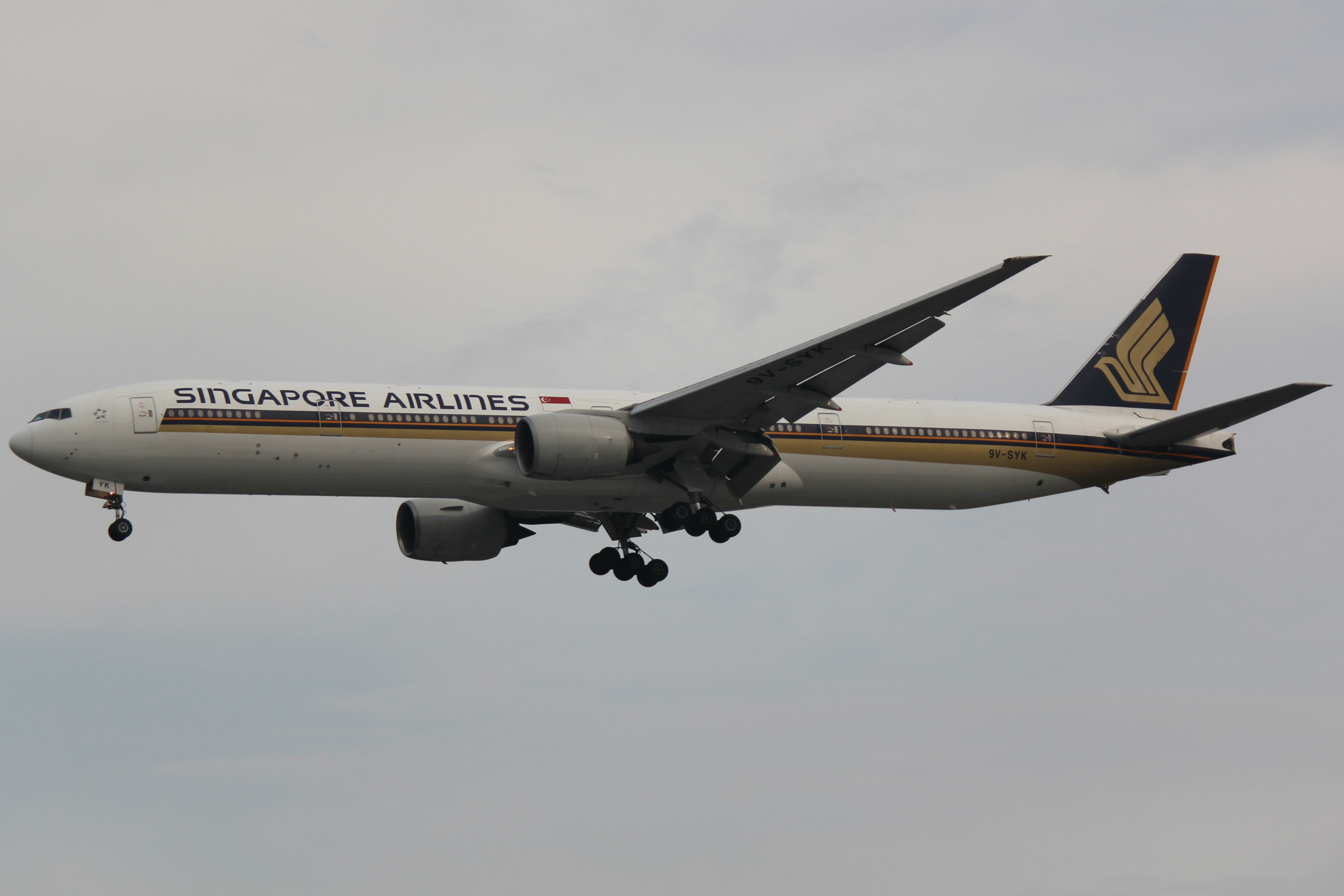
싱가포르 항공의 보잉 777-300
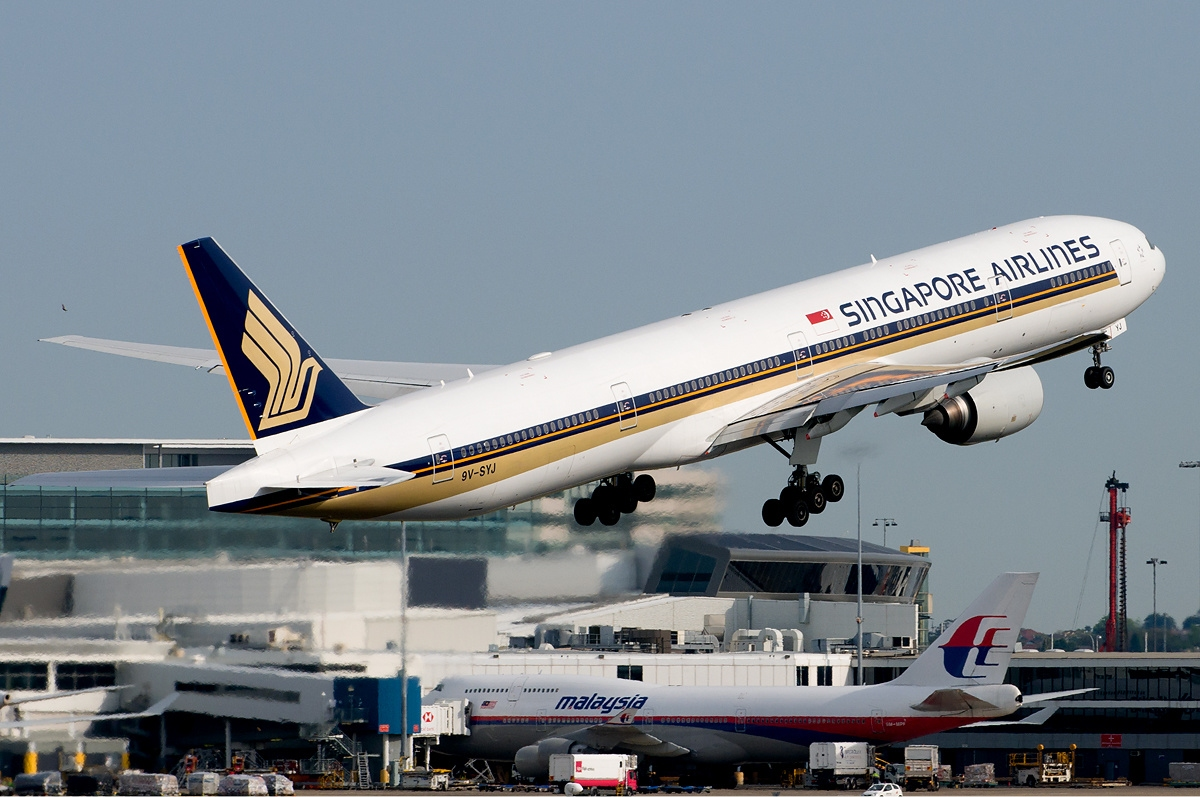
싱가포르 항공의 보잉 777-300ER
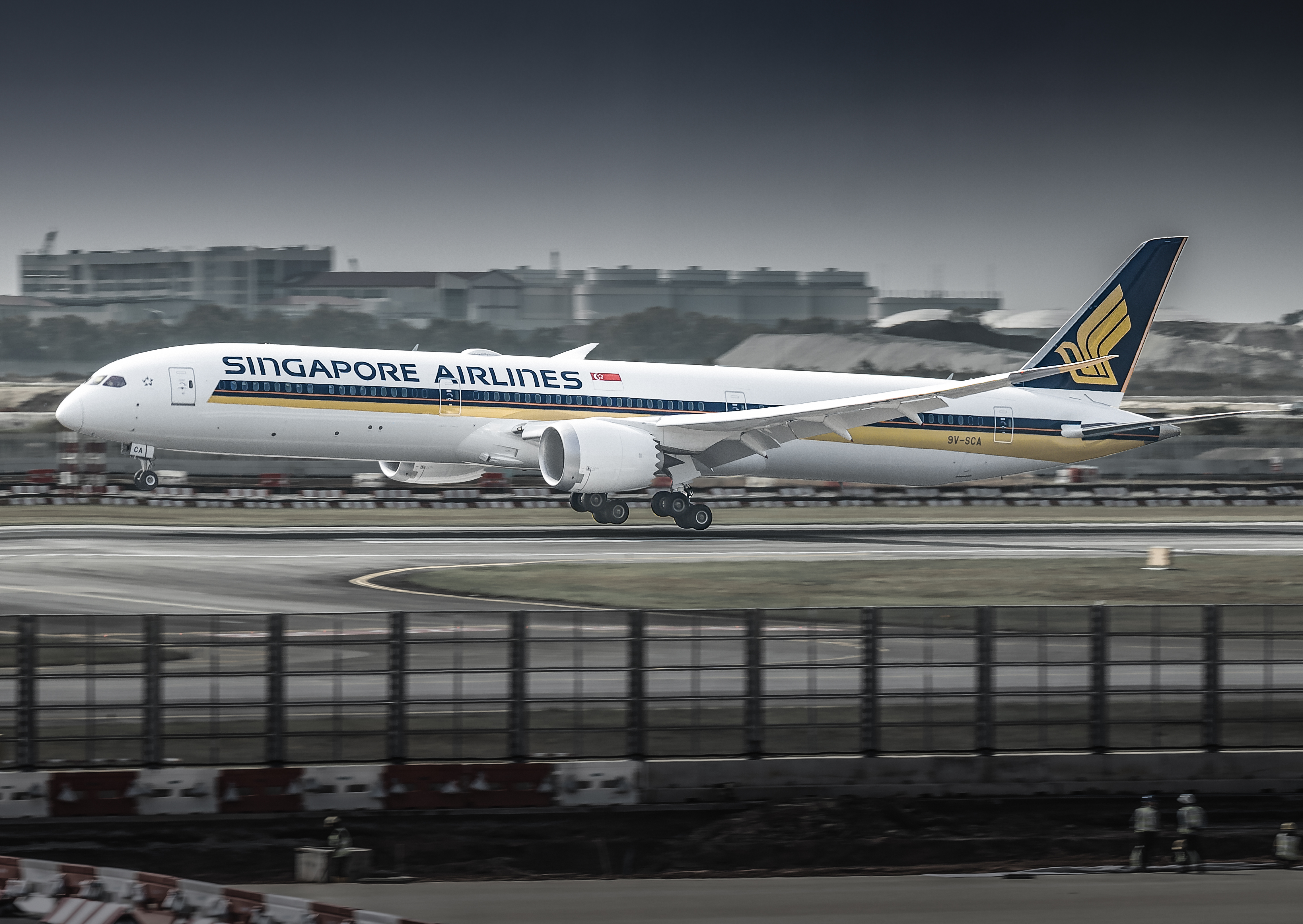
싱가포르 항공의 보잉 787-10

## 마일리지 카드
싱가포르 항공이 운영하는 가입 무료 마일리지 프로그램 은 세 가지 크리스 플라이어 (KrisFlyer)와 상급 조직인 PPS 클럽으로 2세부터 12세까지 가입할 수 있는 영탐색기 클럽은 어린이용 프로그램이 있다. 모두 실크 에어, 스타얼라이언스의 회원사 항공편, 렌터카, 호텔 체인 등으로 마일지를 모아 스타얼라이언스 회원의 무료 항공권 업그레이드 특전으로 교환할 수 있다. 참고로 전일본공수 일본 국내선 왕복 무료 항공권은 25,000 마일에 취득할 수 있다.

### 크리스 플라이어
크리스 플라이어는 24개월 이상을 대상으로 신청 수속을 하면 바로 가입할 수 있는 프로그램이다. 스타 얼라이언스 회원사만 적용하는 것이 아니라 2008년 현재 항공 동맹에 가입하지 않은 버진 애틀랜틱 항공에 스타얼라이언스의 골드 회원 자격을 취득할 수 있는 유일한 프로그램이다.

### PPS 클럽
PPS 클럽은 자회사 운항 항공편의 비즈니스 클래스와 퍼스트 클래스 승객 전문 프로그램으로 자리매김하고 있으며 회원 자격 유지 조건으로 싱가포르 항공이나 실크 에어 비즈니스 클래스 퍼스트 클래스를 1년 동안 50,000 마일 이상 또는 25PPS 분야 이상 탑승하고 크리스 플라이어에 마일 적립 또는 계산한다고 규정되어 있다. 단 최고 회원의 경우 라이프 솔리테어, PPS 클럽은 PPS 클럽과 같은 조건에서 누적 1,875,000 마일 이상 또는 1,000 PPS 분야 이상의 탑승이 필요하다. 그 입회 조건의 어려움 때문에 PPS 클럽 모든 회원과 스타얼라이언스의 골드 회원이 된다. 2007년 9월 자격 갱신 분부터 인가를 계산 방법 자체 환산 방법에 의한 싱가포르 달러(SGD) 환산으로 자격 업데이트 방법으로 변경되고 있다.

## 사건 및 사고
- 싱가포르 항공 006편 추락 사고
- 싱가포르 항공 321편 기체 요동 사고

## 기타
- 모든 기종에 비즈니스 클래스와 퍼스트 클래스 보너스는 원칙적 크리스 플라이어만 획득할 수 없다.
- 에어버스 A380-800의 경우 스위트 클래스는 크리스 플라이어를 제외하고 보너스 항공권에는 일절 개방되지 않고 업그레이드를 하고 있을뿐 세계 일주 운임 차액을 지불해서 탑승 수 없다.
- 싱가포르에서 런던행 322편 스위트 클래스 이용자 및 솔리테어 PPS 회원은 런던 히드로 공항 3 터미널에서 버진 애틀랜틱 항공의 어라이벌 라운지를 이용할 수 있다.
- 실버 크리스 라운지는 스타얼라이언스 골드 멤버이기도 입장할 수 있지만 싱가포르와 쿠알라룸푸르에 위치한 실버 크리스 라운지는 PPS 클럽 회원이 아닌 일반석을 이용할 경우 스타얼라이언스 골드 회원으로 입장할 수 없다. 또한 싱가포르 실버 크리스 라운지에 입장할 수 있는 것은 다음과 같은 경우에만 해당된다.
  - 싱가포르 항공 스위트 클래스 퍼스트 클래스 비즈니스 클래스 클래스 이용자와 동반자 (비즈니스 클래스 고객은 동반자 불가)
  - PPS 클럽 회원과 동반자.
  - 루프트한자, 전일본공수, 아시아나항공의 퍼스트 클래스 비즈니스 클래스 고객은 2 터미널만 제공한다. 루프트한자의 퍼스트 이용자는 동반도 가능하다. 또한 전일본공수의 ANA 마일리지 클럽 다이아몬드 회원도 아나 항공편 이용할 경우 2 터미널의 퍼스트 클래스 라운지를 이용할 수 있으며 동반자도 가능하다. 하지만 3 터미널의 퍼스트 클래스 라운지 이용은 할 수 없다. 또한 같은 3 터미널에서 출발 유나이티드 항공의 퍼스트 클래스 또는 비즈니스 클래스 고객은 체크인 시 SATS 프리미어 라운지 초대장 카드를 배포하고 유나이티드 항공 이용자는 SATS 프리미어 라운지의 이용을 안내하고 실버 크리스 라운지에 안내가 되지 않아 사용할 수 없다.
- 한편 홈페이지에 전혀 언급은 없지만 싱가포르 창이 공항 3 터미널의 실버 크리스 퍼스트 클래스 라운지에 더 개인실라는 특별한 라운지가 있다. 실내는 레스토랑 같은 식당으로 되어있다. 메인 요리과 뷔페 형식으로 되어 있지만 메인 요리 주문 형식으로 되어있다. 실버 크리스 라운지와 달리 24시간 사용할 수 없다. 스위트 또는 퍼스트 클래스가 있으면 이용할 수 있지만 다음 같은 경우 제외한다.
  - 입장 자격을 충족하지 동반자
  - 싱가포르 항공 이외의 이용자

이용 자격은 체크인 카운터에서 더 개인실의 초대장 카드가 발급되며 탑승권에 이용 자격이 부여된다. 또한 스타 얼라이언스 세계 일주 퍼스트 클래스 운임 이용자는 위의 조건에 하나도 맞지 않으면 개인실 입장이 가능하다.
2004년 6월 28일 뉴어크 리버티 국제공항 직항 노선을 개설 예정으로 7월 28일 신설할 계획이다. 하지만 캐세이패시픽 항공이 같은 해 7월 1일 존 F. 케네디 국제공항 직항 노선을 개설한다고 발표했기 때문에 개설 예정일 보다 한 달 앞당겨 개설했다. 현재 세계적으로 사용되고 있으나 1988년 델타 항공, 스위스 항공(현 스위스 국제항공) 사이에 협력하여 10%의 자본을 보유하는 글로벌 엑설런트를 형성 후 얼라이언스의 원조로 알려져 세계적으로 주목을 받았다.

## 같이 보기
- 싱가포르의 항공사 목록
- 싱가포르의 교통